# Disulfuro-bis(fer tricarbonyle)
Le disulfuro-bis(fer tricarbonyle), ou disulfuro-bis(tricarbonylfer), est un composé organofer de formule chimique (µ-S2)(Fe(CO)3)2 utilisé comme précurseur pour la synthèse de clusters fer-soufre. Introduit comme synthon par Dietmar Seyferth (en), il est couramment utilisé pour réaliser des modèles de clusters H des hydrogénases [FeFe]. La réactivité de cette molécule provient de son dianion [(µ-S)2(Fe(CO)3)2]2−, dans lequel la charge électrique est portée essentiellement par les atomes de soufre.

## Synthèse et propriétés
La synthèse du disulfuro-bis(fer tricarbonyle) a été publiée pour la première fois en 1958 à partir de pentacarbonyle de fer Fe(CO)5 et de polysulfure de sodium (en) :
Le S2(Fe(CO)3)2 rouge vif produit se forme avec S2(Fe(CO)3)3. La molécule présente un cluster Fe2S2 tétraédrique déformé. Le composé se sublime à 40 °C, fond à 46,5 °C et se décompose à 70 °C.
Dans le cluster neutre, les deux atomes de soufre sont liés et forment un ligand pontant disulfure (µ-S2)2−. Dans le dianion, la liaison soufre−soufre est rompue, ce qui donne deux ligands pontants sulfure (µ-S)2−. La manière la plus simple d'obtenir le dianion [(µ-S)2(Fe(CO)3)2]2− consiste à réduire le (µ-S2)(Fe(CO)3)2 avec du triéthylborohydrure de lithium LiEt3BH.
Le spectre infrarouge de la molécule (µ-S2)(Fe(CO)3)2 présente trois pics correspondant à trois fréquences liées aux groupes carbonyle, ce qui indique que ces ligands ne sont pas équivalents. Son spectre ultraviolet-visible présente de nombreux pics, dont un à 449 nm correspondant à la bande de transfert de charge (en) métal → ligand. Des études par RMN du carbone 13 sur le couplage entre isotopes de fer 57 et de carbone 13 ont montré que les ligands carbonyle s'échangent rapidement entre clusters.

## Structure et liaisons
La structure cristalline de S2(Fe(CO)3)2 a été publiée pour la première fois en 1965. Le cluster Fe2S2 forme un tétraèdre bien qu'une structure « en papillon (en) » avec une liaison soufre−soufre rompue et un caractère diradical n'ait pas une énergie significativement plus élevée,. Le diamagnétisme du composé a reçu plusieurs explications, impliquant une liaison fer−fer et une liaison soufre−soufre. Dans les premières études, conformément à l'interprétation de la géométrie octaédrique par une hybridation d2sp3, on avait proposé que la liaison métal−métal soit une liaison banane, mais l'orientation de cette liaison posait problème. À la suite de l'avènement de la chimie numérique avec des approches telles que la théorie de la fonctionnelle de la densité (DFT) et Atoms in Molecules (ATAIM), cette liaison et sa topologie ont été explorées en profondeur, et certains modèles privilégient une liaison fer−fer non linéaire,,. Ces calculs indiquent cependant que l'angle de liaison est probablement plus proche de 15° que des 130° initialement proposés.
Les études numériques indiquent que la plus haute orbitale moléculaire occupée (HOMO) du composé est liante au niveau de la liaison fer−fer et significativement délocalisée tandis que l'orbitale moléculaire libre la plus basse (LUMO) est une liaison σ soufre−soufre localisée. La réactivité du disulfuro-bis(fer tricarbonyle), essentiellement concentrée au niveau de ses atomes de soufre, s'explique ainsi largement en considérant les orbitales frontières de la molécule.

## Réactions
S2(Fe(CO)3)2 est un précurseur utilisé dans la synthèse de divers composés fer-soufre multinucléaires. La réactivité du composé commence souvent par le clivage de la liaison soufre−soufre du disulfure (µ-S2)(Fe(CO)3)2 pour donner le dianion [(µ-S)2(Fe(CO)3)2]2−, bien qu'on connaisse également des voies de synthèse directe depuis le cluster neutre.

### Réactions avec le dianion
Le traitement du disulfuro-bis(fer tricarbonyle) (µ-S2)(Fe(CO)3)2 avec du triéthylborohydrure de lithium LiEt3BH permet d'obtenir facilement le dianion [(µ-S)2(Fe(CO)3)2]2− :
Le dianion formé peut ensuite être mis à réagir avec un halogénoalcane pour donner un thiolate d'alcane cyclique. Les thiolates d'alcanes cycliques peuvent être utilisés comme précurseurs pour activer des électrocatalyseurs pour la production d'hydrogène en s'inspirant des hydrogénases [FeFe] :
Le dianion peut également être traité avec deux halogénoalcanes différents pour donner une espèce alkylée asymétrique :
Outre les réactifs organiques électrophiles, le dianion [(µ-S)2(Fe(CO)3)2]2− peut être traité avec des réactifs minéraux ou organométalliques pour insérer divers hétérométaux,.

### Réactions avec le composé neutre
Le disulfuro-bis(fer tricarbonyle) est électrophile au niveau de la liaison soufre−soufre, ce qui signifie qu'il peut être traité par des réactifs carbanioniques tels que des réactifs de Grignard ou des organolithiens. Ces réactifs (notés RM ci-dessous) permettent la fonctionnalisation asymétrique des deux atomes de soufre.
La photochimie permet d'émuler les réactions du dianion avec l'espèce neutre. (µ-S2)(Fe(CO)3)2 absorbe la lumière à 450 nm, qui correspond à la bande de transfert de charge (en) métal → ligand depuis la plus haute orbitale moléculaire occupée (HOMO) au niveau du fer vers l'orbitale moléculaire libre la plus basse (LUMO) au niveau du soufre. HOMO étant une orbitale liante de la liaison fer−fer et LUMO étant une orbitale antiliante de la liaison soufre−soufre, l'injection HOMO → LUMO d'un électron a pour effet d'affaiblir les deux liaisons.
Grâce à sa nature temporaire de dianion au niveau des atomes de soufre, la molécule neutre peut subir des réactions d'addition oxydante avec de petites molécules organiques, :

### Réactions avec le dérivé dithiol
On a pu produire des modèles synthétiques de clusters H d'hydrogénases [FeFe] notamment en traitant le dianion [(µ-S)2(Fe(CO)3)2]2− avec de l'acide trifluoroacétique CF3COOH, ce qui donne le dérivé dithiol (en) (µ-SH)2(Fe(CO)3)2 qui peut à son tour être mis à réagir avec du carbonate d'ammonium (NH4)2CO3 dans le polyoxyméthylène pour former un modèle structurel de cluster H.

### Précurseur pour la production électrocatalytique d'hydrogène
Outre la réalisation de modèles synthétiques de cluster H d'hydrogénase [FeFe], on a étudié l'activité catalytique de ces hydrogénases. Le cluster thiolate de propyle cyclique dérivé de (µ-S2)(Fe(CO)3)2 joue le rôle de précatalyseur produisant de l'hydrogène H2 lorsqu'il est traité avec un acide dans une cellule d'électrolyse. Ce système peut permttre d'élucider les détails de la production d'hydrogène par les hydrogénases [FeFe].